# Björn Afzelius & Mikael Wiehe
Björn Afzelius & Mikael Wiehe är ett album av Björn Afzelius och Mikael Wiehe släppt 1986. Det nådde 2:a plats på albumlistan i Sverige och 13:e plats i Norge. Låt 1, "Natten", var en hyllning till den nyligen mördade statsministern, Olof Palme.

## Låtlista
Sida ett
1. "Natten" (Text: Mikael Wiehe; musik: Björn Afzelius) - 4:31
2. "Ljuset" (Afzelius) - 5:39
3. "Mitt hjärtas fågel" (Wiehe) - 5:15
4. "Carolina" (Text: Afzelius; musik: Silvio Rodríguez) - 2:47
5. "Barkbåten" (Originaltext och musik: Julio Numhauser; svensk text: Wiehe) - 4:57

Sida två
1. "Valet" (Originaltext och musik: Peggy Seeger; svensk text: Wiehe) - 5:25
2. "Señor Martinez Mondragon's bekännelse" (Text: Afzelius; musik: Jim Page) - 7:03
3. "Som en duva" (Wiehe) - 4:09
4. "Vi lever ännu" (Afzelius) - 5:40

## Musiker
- Björn Afzelius - sång, gitarr
- Mikael Wiehe - sång, gitarr
- Jim Page - gitarr
- Marius Müller - elgitarr
- Bernt Andersson - dragspel
- Olle Nyberg - klaviatur
- Mats Persson - slagverk
- Inga-Lill Johansson - körsång
- David Ojeda - flöjt
- Annie Bodelson - klaviatur
- Thomas Wiehe - akustisk gitarr
- J.J. Rooke - trummor
- Billy Cross - elgitarr
- Hannes Råstam - bas
- Bengt Blomgren - elgitarr

## Listplaceringar
| Lista (1986-1987) | Topplacering |
| ----------------- | ------------ |
| Norge             | 13           |
| Sverige           | 2            |

### Fotnoter
1. ↑  ”Björn Afzelius & Mikael Wiehe”. Discogs.com. http://www.discogs.com/Bj%C3%B6rn-Afzelius-Mikael-Wiehe-Bj%C3%B6rn-Afzelius-Mikael-Wiehe/master/83779. Läst 13 januari 2013.
2. 1 2  ”Hitparad”. http://norwegiancharts.com/showitem.asp?interpret=Bj%F6rn+Afzelius+%26+Mikael+Wiehe&titel=Bj%F6rn+Afzelius+%26+Mikael+Wiehe&cat=a. Läst 13 december 2011.
3. ↑  ”Hitparad”. http://hitparad.se/showitem.asp?interpret=Bj%F6rn+Afzelius+%26+Mikael+Wiehe&titel=Bj%F6rn+Afzelius+%26+Mikael+Wiehe&cat=a. Läst 13 december 2011.